# Цзинь Сянцзюнь
Цзинь Сянцзюнь (кит. 金湘军, род. июль 1964, Цзянхуа-Яоский автономный уезд, Хунань) — китайский государственный и политический деятель, губернатор провинции Шаньси с 30 декабря 2022 года.
Ранее замсекретаря горкома КПК Тяньцзиня (2021—2022), секретарь парткома КПК городов Фанчэнган (2014—2018) и Юйлинь (2009—2014), мэр последнего (2003—2009).
Член Центрального комитета Компартии Китая 20-го созыва.

## Биография
Родился в июле 1964 года в Цзянхуа-Яоском автономном уезде, провинция Хунань.

### Образование
В 1983 году поступил в Институт телекоммуникаций Чэнду (ныне Китайский университет информационных наук и технологий), где специализировался в сфере компьютерного программного обеспечения. В июле 1990 года окончил Чэндуский университет науки и технологий (позднее вошедший в состав Сычуаньского университета) по специальности «инженер управления производством». В 2003 году прошёл курс повышения квалификации в области государственного управления, проводимый совместно Школой государственного управления Университета Цинхуа и Школой государственного управления Кеннеди Гарвардского университета . В 2010 году получил докторскую степень (PhD) в менеджменте в Хуачжунском университете науки и технологий.

### Карьера
В ноябре 1984 года вступил в Коммунистическую партию Китая.
В июле 1990 года принят сотрудником отдела политических исследований Комитета по науке и технологиям провинции Сычуань, затем работал в отделе по продвижению использования компьютерной техники.
В августе 1992 года переведён в муниципалитет южной провинции Хайнань, в марте 1993 года — главный экономист, начальник операционного отдела в Hainan Airlines Tourism Development Co., Ltd., с декабря 1996 года — глава отдела по управлению фондами комитета социального обеспечения провинции Хайнань.
В сентябре 1998 года направлен в Гуанси-Чжуанский автономный район, где занял должность заместителя начальника отдела труда администрации АР. В апреле 2000 года отдел был реорганизован в департамент труда и социального обеспечения Гуанси-Чжуанского АР. В октябре 2000 года назначен вице-мэром Юйлиня, в мае 2003 года избран мэром этого города. В феврале 2009 года возглавил горком КПК Юйлиня и занял пост председателя Собрания народных представителей города по совместительству. В январе 2014 года переведён в Фанчэнган, где занимал сразу пять должностей, включая посты секретаря горкома КПК, председателя Собрания народных представителей города, секретаря рабкома ключевой пилотной зоны развития Дунсин, почётного президента Федерации инвалидов Фанчэнгана и почётного президента филиала общества Красного Креста в Фанчэнгане.
В январе 2018 года назначен вице-мэром Тяньцзиня, с апреля 2019 года одновременно глава Китайского (Тяньцзиньского) пилотного комитета по управлению зоной свободной торговли. С января 2021 года — второй по перечислению заместитель секретаря и член Постоянного комитета горкома КПК Тяньцзиня, в марте 2022 года повышен до первого по перечислению замсекретаря горкома КПК Тяньцзиня.
29 декабря 2022 года направлен в северную провинцию Шаньси на пост первого по перечислению заместителя секретаря парткома КПК — должность, как правило совмещаемую губернатором провинции. На следующий день решением 39-й сессии Постоянного комитета Собрания народных представителей Шаньси 13-го созыва назначен вице-губернатором и временно исполняющим обязанности губернатора провинции Шаньси. 16 января следующего года утверждён в должности на 1-м пленуме СНП провинции 14-го созыва.